# Ternana Calcio
Ternana Calcio is een Italiaanse voetbalclub uit Terni in Umbrië.
De club werd in 1925 opgericht en speelde twee seizoenen in de Serie A. De eerste keer promoveerde de club in 1972 en werd laatste. Ternana kon echter meteen terugkeren maar na een voorlaatste plaats moest de club opnieuw degraderen. In het seizoen 2005/06 degradeerde de club uit de Serie B naar de Serie C1. In 2011 kon Ternana op het nippertje degradatie naar het vierde niveau voorkomen. De play-out tegen Foligno Calcio was weliswaar verloren gegaan 1-0 uit en 1-1 thuis maar de club werd alsnog toegevoegd aan de Lega Pro Prima Divisione. Het seizoen daarna promoveerde de club zelfs weer naar de Serie B, waar ze tot 2018 speelden. Na drie seizoenen in de serie promoveerde de club in 2020 weer naar de Serie B.

## Eindklasseringen
- 1946 5e
Serie C
- 1947 2e
Serie B
- 1948 11e
Serie B
- 1949 12e
Serie C
- 1950 20e
Serie C
- 1951 8e
n4
- 1952 17e
n4
- 1953 2e
n5
- 1954 1e
n5
- 1955 8e
n4
- 1956 14e
n4
- 1957 10e
n4
- 1958 7e
n4
- 1959 9e
n4
- 1960 13e
n4
- 1961 9e
n4
- 1962 15e
n4
- 1963 8e
n4
- 1964 1e
n4
- 1965 3e
Serie C
- 1966 3e
Serie C
- 1967 8e
Serie C
- 1968 1e
Serie C
- 1969 10e
Serie B
- 1970 7e
Serie B
- 1971 11e
Serie B
- 1972 1e
Serie B
- 1973 16e
Serie A
- 1974 3e
Serie B
- 1975 15e
Serie A
- 1976 15e
Serie B
- 1977 14e
Serie B
- 1978 4e
Serie B
- 1979 9e
Serie B
- 1980 18e
Serie B
- 1981 11e
Serie C1
- 1982 7e
Serie C1
- 1983 14e
Serie C1
- 1984 13e
Serie C1
- 1985 8e
Serie C1
- 1986 17e
Serie C1
- 1987 3e
Serie C2
- 1988 14e
Serie C2
- 1989 2e
Serie C2
- 1990 8e
Serie C1
- 1991 7e
Serie C1
- 1992 1e
Serie C1
- 1993 20e
Serie B
- 1994 3e
n5
- 1995 2e
n5
- 1996 3e
Serie C2
- 1997 1e
Serie C2
- 1998 2e
Serie C1
- 1999 14e
Serie B
- 2000 10e
Serie B
- 2001 7e
Serie B
- 2002 17e
Serie B
- 2003 7e
Serie B
- 2004 7e
Serie B
- 2005 9e
Serie B
- 2006 20e
Serie B
- 2007 12e
Serie C1
- 2008 13e
Serie C1
- 2009 10e
Prima Divisione
- 2010 6e
Prima Divisione
- 2011 15e
Prima Divisione
- 2012 1e
Prima Divisione
- 2013 9e
Serie B
- 2014 16e
Serie B
- 2015 12e
Serie B
- 2016 12e
Serie B
- 2017 18e
Serie B
- 2018 21e
Serie B
- 2019 11e
Serie C
- 2020 5e
Serie C
- 2021 1e
Serie C
- 2022 10e
Serie B
- 2023 14e
Serie B
- 2024 16e
Serie B
- 2025 2e
Serie C

- Serie A
- Serie B
- Serie C
- Prima Divisione
- Seconda Divisione
- n5
- n4

## Resultaten per seizoen
| Seizoen | Competitie                        | Niveau | Eindstand | Coppa Italia | Opmerking                                                                                   |
| ------- | --------------------------------- | ------ | --------- | ------------ | ------------------------------------------------------------------------------------------- |
| 2000/01 | Serie B                           | II     | 7         | 2e groep 5   |                                                                                             |
| 2001/02 | Serie B                           | II     | 17        | 2e ronde     |                                                                                             |
| 2002/03 | Serie B                           | II     | 7         | 2e ronde     |                                                                                             |
| 2003/04 | Serie B                           | II     | 7         | 5e groep 5   |                                                                                             |
| 2004/05 | Serie B                           | II     | 9         | 2e ronde     |                                                                                             |
| 2005/06 | Serie B                           | II     | 20        | 2e ronde     |                                                                                             |
| 2006/07 | Serie C1 Girone B                 | III    | 12        | 1e ronde     |                                                                                             |
| 2007/08 | Serie C1 Girone A                 | III    | 13        | --           |                                                                                             |
| 2008/09 | Lega Pro Prima Divisione Girone B | III    | 10        | --           |                                                                                             |
| 2009/10 | Lega Pro Prima Divisione Girone B | III    | 6         | 2e ronde     |                                                                                             |
| 2010/11 | Lega Pro Prima Divisione Girone B | III    | 15        | 2e ronde     | gedegradeerd na verlies play-out > Foligno Calcio (1-2) maar alsnog toegelaten tot Lega Pro |
| 2011/12 | Lega Pro Prima Divisione Girone A | III    | 1         | --           |                                                                                             |
| 2012/13 | Serie B                           | II     | 9         | 3e ronde     |                                                                                             |
| 2013/14 | Serie B                           | II     | 16        | 2e ronde     |                                                                                             |
| 2014/15 | Serie B                           | II     | 12        | 3e ronde     |                                                                                             |
| 2015/16 | Serie B                           | II     | 12        | 3e ronde     |                                                                                             |
| 2016/17 | Serie B                           | II     | 18        | 3e ronde     |                                                                                             |
| 2017/18 | Serie B                           | II     | 21        | 2e ronde     |                                                                                             |
| 2018/19 | Serie C Girone B                  | III    | 11        | --           |                                                                                             |
| 2019/20 | Serie C Girone C                  | III    | 5         | --           | kwartfinale promotieserie                                                                   |
| 2020/21 | Serie C Girone C                  | III    | 1         | 1e ronde     | Ligatopscorer ex aequo Anthony Partipilo: 18                                                |
| 2021/22 | Serie B                           | II     | 10        | 2e ronde     |                                                                                             |
| 2022/23 | Serie B                           | II     | 14        | 1e ronde     |                                                                                             |
| 2023/24 | Serie B                           | II     | 16        | 1e ronde     | play-out > SSC Bari: 1-1 (U)/0-3 (T)                                                        |
| 2024/25 | Serie C Girone B                  | III    | 2         | --           | Finale promotieserie > Delfino Pescara 1936: 0-1 (T)/1-0 (U) (1-3 ns)                       |
| 2025/26 | Serie C Girone B                  | III    | .         | voorronde    |                                                                                             |

## Bekende (oud-)spelers
- Francesco Baiano
- Antonio Candreva
- Stefano Colantuono
- Corrado Grabbi
- Fabrizio Miccoli
- Carlo Petrini
- Luigi Sartor
- Vince Grella
- Luis Jiménez
- Houssine Kharja
- Gastón Pereiro
- Kees de Boer
- Jean-Paul van Gastel
- Jens Janse